# Thorvald Konradsson
Thorvald Konradsson de verbereiste (Oud-Noors: Þorvaldr Konráðsson inn víðförli) was in de late 10e eeuw een van de eerste christelijke missionarissen op IJsland. Hij was afkomstig uit IJsland, maar ging naar het buitenland, waar hij door bisschop Friedrich, waarschijnlijk een Saksische priester, werd gedoopt. In 981 keerde hij in het gevolg van bisschop Friedrich naar zijn geboorteland terug. Deze missie was vooral actief onder de inwoners van de noordelijke delen van IJsland.. Nadat Thorvald in een gevecht twee mannen had gedood, die hem van homoseksualiteit hadden beschuldigd, werd hij in 986 van het eiland verbannen.